# Ulrike Tauberová
Ulrike Tauberová, provdaná Lebeková (* 16. června 1958 Karl-Marx-Stadt) je bývalá východoněmecká plavkyně, olympijská vítězka a mistryně světa v polohovém závodě.
Od roku 1967 byla členkou klubu SC Karl-Marx-Stadt. Na mistrovství Evropy v plavání 1974 zvítězila na 200 m polohový závod a 400 m polohový závod a byla druhá na 100 m znak a 200 m znak. Na mistrovství světa v plavání 1975 vyhrála 400 m polohový závod a byla druhá na 200 m polohový závod. V roce 1976 se stala olympijskou vítězkou na 400 m polohový závod a získala stříbrnou medaili na 200 m motýlek. Na mistrovství Evropy v plavání 1977 vyhrála oba polohové závody a na mistrovství světa v plavání 1978 byla druhá v polohovém závodě na 400 m a třetí na 200 m. Byla světovou rekordmankou na 200 m polohový závod (2:15.85) i 400 m polohový závod (4:42.77). Po pátém místě v polohovém závodě na Letních olympijských hrách 1980 ukončila kariéru, vystudovala medicínu a pracovala jako ortopedka.
V roce 1976 obdržela Vlastenecký záslužný řád a v roce 1988 byla uvedena do Mezinárodní plavecké síně slávy. Byla také v letech 1974 a 1977 zvolena časopisem Swimming World světovou plavkyní roku, ale v roce 2013 redakce všechna ocenění plavkyň NDR anulovala kvůli účasti na dopingovém programu.